# Jan LaCosta

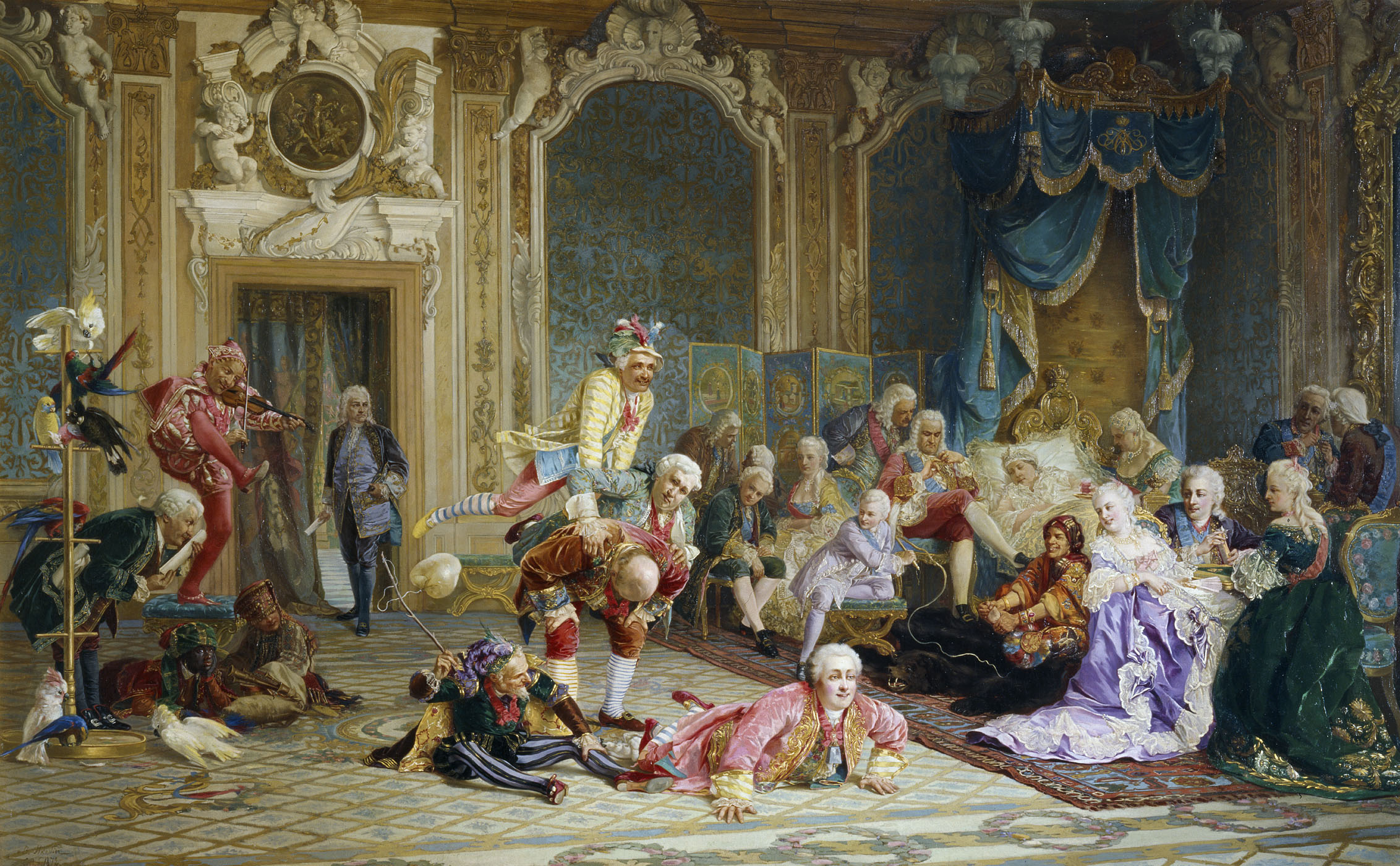
Narren am Hofe Annas.

Jan LaCosta (* 1665/1685; † um 1740), auch Juan da Costa, mit russischem Namen Pjotr Dorofejewitsch, war ein Narr am Hofe von Peter dem Großen. Er war einer der bekanntesten Narren der Geschichte.

## Leben
LaCosta stammte aus einer aus Portugal vertriebenen sephardischen oder marranischen Familie. Er war ein weitgereister, gebildeter Mann, der mehrere Sprachen sprach, aber offensichtlich eine komische Art zu gehen hatte. In Hamburg betrieb er erfolglos ein Maklergeschäft. Um 1713 bewarb er sich, um in den Dienst von Zar Peter zu treten. Dem Zaren gefielen seine humorvolle, ehrliche Art und seine Bildung und er stellte ihn als Hofnarr ein.
Zusammen mit seiner Familie zog LaCosta nach St. Petersburg. Jan LaCosta wurde der „portugiesische Jude“ genannt, mit dem der Zar auch über theologische Themen diskutierte. Aus Dankbarkeit für LaCostas Dienst verlieh ihm Peter der Große den humorvollen Titel König der Samojeden und schenkte ihm die unbewohnte Sandinsel Sommers im finnischen Meerbusen. Später erhielt er weitere – bewohnte – finnische Inseln, die durch den Frieden von Nystad 1721 in russischen Besitz gelangt waren, und 40 Höfe, so dass er ein sehr wohlhabender Mann wurde. Auf Lavansaari errichtete er sich einen kleinen Palast. Vielerlei Anekdoten existieren rund um seinen Witz. Daneben soll ihn ein Eifersuchtsdrama um seine von einem französischen Höfling verführte Tochter zum Vorbild von Rigoletto gemacht haben. Anders als die Opernfigur bekam LaCosta jedoch die Unterstützung des Zaren, der den Verführer für einige Jahre aus St. Petersburg verbannte.
LaCosta überlebte Peter. Gegen Ende von dessen Regierungszeit oder während der von Katharina I. brachte ihm eine Auseinandersetzung mit Menschikow eine Verbannung nach Sibirien ein. Unter Anna Ioannovna ist er wieder als Hofnarr erwähnt, letztmals im Winter 1739/40, als er an der Spitze einer Abordnung von Samojeden bei der Hochzeit eines anderen Hofnarren auftrat. 1740 entließ Anna Leopoldowna alle Hofnarren. LaCosta ist dabei nicht namentlich genannt. Sein weiteres Schicksal ist unbekannt.